# Ángel Martín González
Ángel Martín González (* 3. Januar 1953 in Barcelona) ist ein spanischer Schachspieler.
Die spanische Einzelmeisterschaft konnte er viermal gewinnen: 1976, 1984, 1986 und 2000. Er spielte für Spanien bei vier Schacholympiaden: 1976, 1982 bis 1986. 1973 und 1977 scheiterte er mit dem Team bei den europäischen Mannschaftsmeisterschaften in der Qualifikation.
In Spanien hat er für CE Vulcà Barcelona (CE Vulcà-Speed Sound Barcelona) gespielt. Mit Barcelona nahm er 1984 und 1986 am European Club Cup teil.
| Hier fehlt eine Grafik, die leider im Moment aus technischen Gründen nicht angezeigt werden kann. Wir arbeiten daran! |